# Juan Ferrando Badía
Juan Ferrando Badía (Foyos, 1926- Valencia, 2 de diciembre de 2007) fue un jurista español, autor de numerosas obras académicas de Derecho político y miembro de distintos órganos consultivos de la Generalidad Valenciana.

## Biografía
Nació en Foyos en 1926. Profesor de Derecho político y constitucional, fue catedrático de la Universidad de Alicante, Salamanca, Valladolid, Alcalá y Valencia. Fue adjunto del Síndico de Agravios de la Comunidad Valenciana, miembro del Consejo Jurídico Consultivo, de la Real Academia de Cultura Valenciana y del Consejo de Cultura de la Generalidad Valenciana. Falleció en Valencia el 2 de diciembre de 2007.
Fue autor, entre otras, de obras como La Constitución española de 1812 en los comienzos del Risorgimento (CSIC, 1959), Las autonomías regionales en la Constitución italiana del 27 de diciembre de 1947 (Instituto de Estudios Políticos, Madrid, 1962), Formas de Estado desde la perspectiva del Estado regional (Instituto de Estudios Políticos, 1965) o Historia político-parlamentaria de la República de 1873 (Cuadernos para el Diálogo, 1973).